# Three Peaks Race
La Three Peaks Race (littéralement « course des trois pics ») est une course de fell running reliant le village de Horton in Ribblesdale aux « trois pics du Yorkshire », Whernside, Ingleborough et Pen-y-ghent dans le Yorkshire du Nord en Angleterre. Elle a été créée en 1954.

## Histoire
L'origine de la course remonte à la fin du XIXe siècle lorsque des enseignants de l'école de Giggleswick prétendent avoir effectué une randonnée de 10 heures en passant par les trois pics du Yorkshire, en juillet 1887. Il faut attendre 1954 pour que soit officiellement créée la course. Organisée par le club d'athlétisme Preston Harriers, la première édition a lieu le 24 avril 1954. Seuls six concurrents prennent le départ. Fred Bagley, un athlète des Preston Harriers, remporte la victoire en 3 h 48. Le club Clayton-Le Moors Harriers reprend l'organisation de la course en 1956, puis en 1964, un comité dédié est mis en place,.
En 1978, la course se déroule dans des conditions météorologiques difficiles avec un épais brouillard. Plusieurs concurrents se perdent, dont Edward Pepper, un débutant, qui se tue. Les organisateurs prennent par la suite des mesures de sécurité dont notamment un contrôle des inscriptions afin de vérifier l'expérience préalable des concurrents,.
La première course féminine a lieu en 1979. La Galloise Jean Lochhead remporte la victoire en 3 h 43 min 12 s.
Traditionnellement organisée en avril, l'édition 1981 est reportée en octobre à cause du blizzard.
La course est annulée en 2001 à cause de l'épidémie de fièvre aphteuse.
L'édition 2008 accueille le challenge mondial de course en montagne longue distance. L'Écossais Jethro Lennox et la Tchèque Anna Pichrtová sont titrés. Cette dernière établit le record féminin du parcours en 3 h 14 min 43 s. Il faut attendre 2017 pour que l'Anglaise Victoria Wilkinson améliore le record à 3 h 9 min 19 s.
La course connaît par la suite un certain succès international avec les victoires d'Anna Frost en 2011 et Marc Lauenstein en 2016 ou encore les deuxièmes places d'Emelie Forsberg en 2012, Oihana Kortazar en 2013 ou Mira Rai en 2016,,.
L'édition 2015 bat le record de participation avec 802 coureurs au départ dont 702 qui rallient la ligne d'arrivée.
Initialement agendée au 20 avril, l'édition 2020 est d'abord reportée au 26 septembre en raison de la pandémie de Covid-19 puis finalement annulée.

## Parcours
Le départ du parcours actuel est donné dans le village de Horton in Ribblesdale. Le parcours se dirige vers la plaine d'Horton Moor puis effectue l'ascension du Pen-y-ghent. Il redescend dans la plaine d'Horton Moor puis passe par le hameau de High Birkwith avant de longer le viaduc de Ribblehead. Il monte ensuite sur le Whernside puis redescend sur le village de Chapel-le-Dale. Il effectue finalement l'ascension de l'Ingleborough et la descente sur Horton in Ribblesdale. Le parcours est volontairement peu indiqué avec quelques points de passages aux intersections et sommets, les concurrents devant s'orienter afin de trouver ces derniers. Il mesure 37,4 km pour un total de 1 608 m de dénivelé positif et négatif.
Avant 1975, le départ et l'arrivée sont donnés à Chapel-le-Dale. En 1975, ils sont déplacés à Horton in Ribblesdale afin de mieux accueillir les concurrents toujours plus nombreux. Le parcours est légèrement modifié à cette occasion. Il est encore modifié et légèrement rallongé à deux autres reprises, en 1983 et 1987.

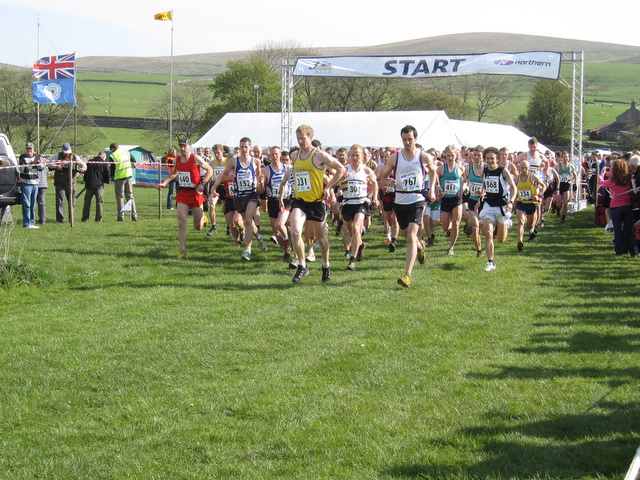
Départ de la course en 2009
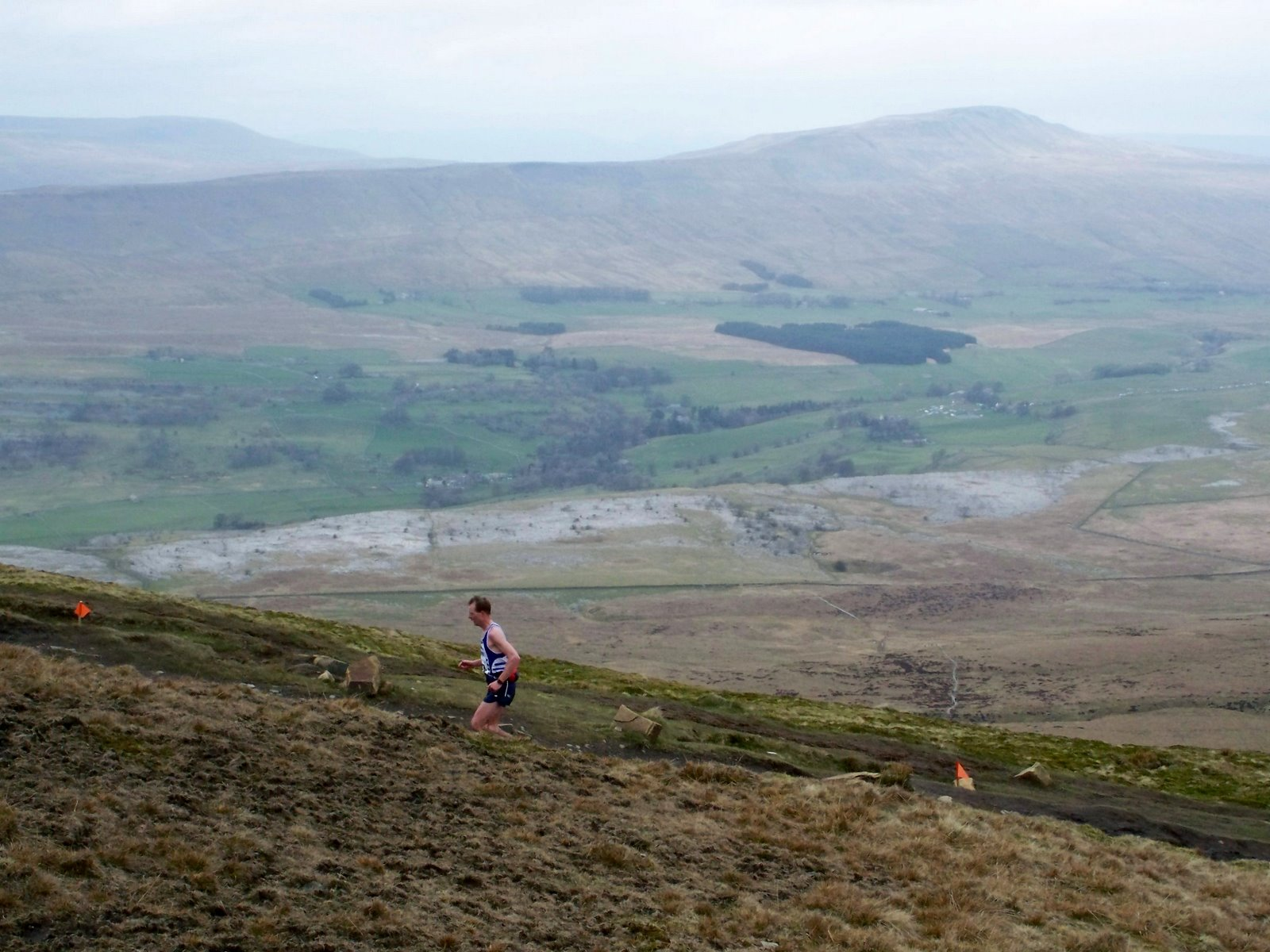
Montée sur Ingleborough
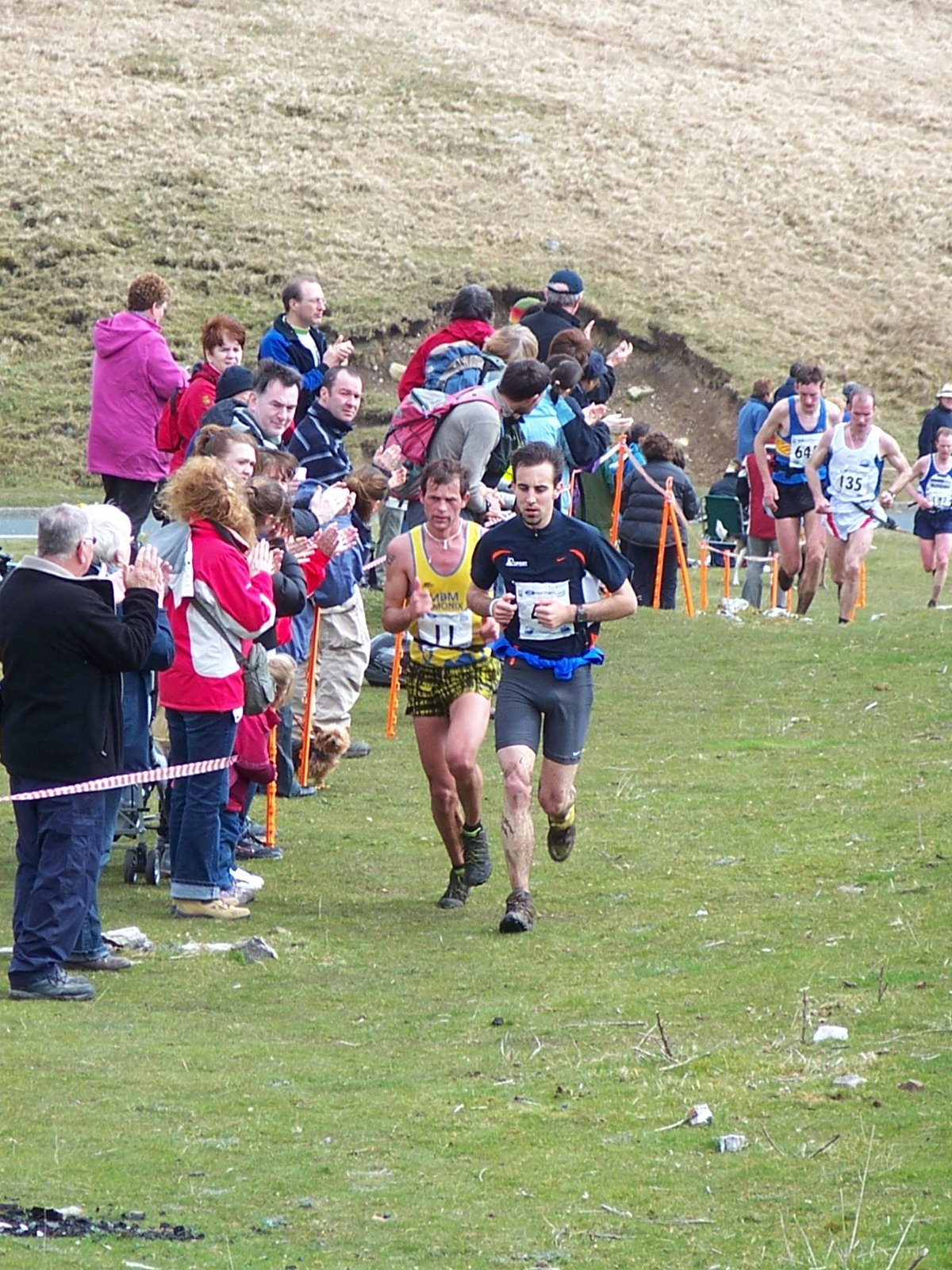
Spectateurs encourageant les coureurs

## Vainqueurs
| Année | Hommes                                                    | Temps                                                     | Femmes                                                    | Temps                                                     |
| ----- | --------------------------------------------------------- | --------------------------------------------------------- | --------------------------------------------------------- | --------------------------------------------------------- |
| 1954  | Fred Bagley                                               | 3 h 48 min 88 s                                           |                                                           |                                                           |
| 1955  | George Brass                                              | 3 h 28 min 45 s                                           |                                                           |                                                           |
| 1956  | Jack Bloor                                                | 3 h 33 min 15 s                                           |                                                           |                                                           |
| 1957  | Peter Dugdale                                             | 3 h 33 min 50 s                                           |                                                           |                                                           |
| 1958  | George Brass                                              | 3 h 8 min 25 s                                            |                                                           |                                                           |
| 1959  | Frank Dawson                                              | 3 h 13 min 25 s                                           |                                                           |                                                           |
| 1960  | Frank Dawson                                              | 2 h 58 min 33 s                                           |                                                           |                                                           |
| 1961  | Geoff Hodgson                                             | 3 h 5 min 10 s                                            |                                                           |                                                           |
| 1962  | Geoff Hodgson                                             | 3 h 0 min 7 s                                             |                                                           |                                                           |
| 1963  | Dennis Hopkinson                                          | 3 h 18 min 37 s                                           |                                                           |                                                           |
| 1964  | Mike Davies                                               | 2 h 53 min 0 s                                            |                                                           |                                                           |
| 1965  | Mike Davies                                               | 2 h 47 min 0 s                                            |                                                           |                                                           |
| 1966  | Mike Davies                                               | 2 h 53 min 33 s                                           |                                                           |                                                           |
| 1967  | Mike Davies                                               | 2 h 47 min 19 s                                           |                                                           |                                                           |
| 1968  | Mike Davies                                               | 2 h 40 min 34 s                                           |                                                           |                                                           |
| 1969  | Colin Robinson                                            | 2 h 44 min 44 s                                           |                                                           |                                                           |
| 1970  | Jeff Norman                                               | 2 h 48 min 11 s                                           |                                                           |                                                           |
| 1971  | Jeff Norman                                               | 2 h 36 min 26 s                                           |                                                           |                                                           |
| 1972  | Jeff Norman                                               | 2 h 36 min 27 s                                           |                                                           |                                                           |
| 1973  | Jeff Norman                                               | 2 h 31 min 58 s                                           |                                                           |                                                           |
| 1974  | Jeff Norman                                               | 2 h 29 min 53 s                                           |                                                           |                                                           |
| 1975  | Jeff Norman                                               | 2 h 41 min 37 s                                           |                                                           |                                                           |
| 1976  | John Calvert                                              | 2 h 43 min 59 s                                           |                                                           |                                                           |
| 1977  | John Calvert                                              | 2 h 51 min 4 s                                            |                                                           |                                                           |
| 1978  | Harry Walker                                              | 2 h 53 min 11 s                                           |                                                           |                                                           |
| 1979  | Harry Walker                                              | 2 h 53 min 11 s                                           | Jean Lochhead                                             | 3 h 43 min 12 s                                           |
| 1980  | Mike Short                                                | 2 h 43 min 32 s                                           | Sue Parkin                                                | 3 h 35 min 34 s                                           |
| 1981  | Harry Walker                                              | 2 h 56 min 34 s                                           | Fiona Hinde                                               | 3 h 59 min 16 s                                           |
| 1982  | John Wild                                                 | 2 h 37 min 30 s                                           | Jane Robson                                               | 3 h 40 min 54 s                                           |
| 1983  | Kenny Stuart                                              | 2 h 53 min 34 s                                           | Carol Walkington Wendy Dodds                              | 4 h 8 min 1 s                                             |
| 1984  | Hugh Symonds                                              | 2 h 50 min 34 s                                           | Bridget Hogge                                             | 3 h 41 min 0 s                                            |
| 1985  | Hugh Symonds                                              | 2 h 49 min 13 s                                           | Vanessa Brindle                                           | 3 h 38 min 10 s                                           |
| 1986  | Shaun Livesey                                             | 2 h 56 min 40 s                                           | Carol Walkington                                          | 3 h 49 min 12 s                                           |
| 1987  | Hugh Symonds                                              | 3 h 0 min 1 s                                             | Vanessa Brindle                                           | 3 h 44 min 5 s                                            |
| 1988  | Ian Ferguson                                              | 2 h 57 min 29 s                                           | Vanessa Brindle                                           | 3 h 37 min 16 s                                           |
| 1989  | Shaun Livesey                                             | 2 h 51 min 45 s                                           | Vanessa Brindle                                           | 3 h 32 min 43 s                                           |
| 1990  | Gary Devine                                               | 3 h 0 min 51 s                                            | Ruth Pickvance                                            | 3 h 44 min 18 s                                           |
| 1991  | Ian Ferguson                                              | 2 h 51 min 41 s                                           | Sarah Rowell                                              | 3 h 16 min 29 s                                           |
| 1992  | Ian Ferguson                                              | 3 h 1 min 11 s                                            | Sarah Rowell                                              | 3 h 19 min 11 s                                           |
| 1993  | Gavin Bland                                               | 3 h 5 min 17 s                                            | Carol Greenwood                                           | 3 h 39 min 50 s                                           |
| 1994  | Andy Peace                                                | 2 h 56 min 52 s                                           | Sarah Rowell                                              | 3 h 21 min 50 s                                           |
| 1995  | Andy Peace                                                | 2 h 52 min 52 s                                           | Jean Rawlinson                                            | 3 h 48 min 40 s                                           |
| 1996  | Andy Peace                                                | 2 h 46 min 3 s                                            | Sarah Rowell                                              | 3 h 16 min 17 s                                           |
| 1997  | Ian Holmes                                                | 2 h 52 min 28 s                                           | Carol Greenwood                                           | 3 h 34 min 39 s                                           |
| 1998  | Mark Roberts                                              | 3 h 3 min 31 s                                            | Carol Greenwood                                           | 3 h 34 min 16 s                                           |
| 1999  | Mark Croasdale                                            | 3 h 4 min 48 s                                            | Angela Mudge                                              | 3 h 20 min 17 s                                           |
| 2000  | Simon Booth                                               | 2 h 52 min 43 s                                           | Sally Newman                                              | 3 h 38 min 11 s                                           |
| 2001  | Course annulée en raison de l'épidémie de fièvre aphteuse | Course annulée en raison de l'épidémie de fièvre aphteuse | Course annulée en raison de l'épidémie de fièvre aphteuse | Course annulée en raison de l'épidémie de fièvre aphteuse |
| 2002  | Simon Booth                                               | 3 h 10 min 43 s                                           | Tracey Brindley                                           | 3 h 46 min 12 s                                           |
| 2003  | David Walker                                              | 3 h 6 min 27 s                                            | Beverley Whitfield                                        | 3 h 56 min 40 s                                           |
| 2004  | Andy Peace                                                | 2 h 55 min 46 s                                           | Louise Sharp                                              | 3 h 39 min 49 s                                           |
| 2005  | Rob Jebb                                                  | 2 h 57 min 50 s                                           | Sally Malir                                               | 3 h 59 min 56 s                                           |
| 2006  | Rob Jebb                                                  | 2 h 54 min 15 s                                           | Helen Sedgwick                                            | 3 h 43 min 40 s                                           |
| 2007  | Rob Jebb                                                  | 2 h 51 min 49 s                                           | Mary Wilkinson                                            | 3 h 30 min 22 s                                           |
| 2008  | Jethro Lennox                                             | 2 h 53 min 39 s                                           | Anna Pichrtová                                            | 3 h 14 min 43 s                                           |
| 2009  | Rob Jebb                                                  | 2 h 54 min 53 s                                           | Anna Lupton                                               | 3 h 36 min 31 s                                           |
| 2010  | Morgan Donnelly                                           | 3 h 2 min 34 s                                            | Anna Lupton                                               | 3 h 30 min 45 s                                           |
| 2011  | Tom Owens                                                 | 2 h 53 min 34 s                                           | Anna Frost                                                | 3 h 30 min 0 s                                            |
| 2012  | Joe Symonds                                               | 2 h 55 min 58 s                                           | Sarah O'Neil                                              | 3 h 28 min 46 s                                           |
| 2013  | Joe Symonds                                               | 2 h 54 min 39 s                                           | Jasmin Paris                                              | 3 h 33 min 4 s                                            |
| 2014  | Ricky Lightfoot                                           | 2 h 53 min 16 s                                           | Victoria Wilkinson                                        | 3 h 21 min 32 s                                           |
| 2015  | Ricky Lightfoot                                           | 2 h 51 min 42 s                                           | Helen Bonsor                                              | 3 h 27 min 24 s                                           |
| 2016  | Marc Lauenstein                                           | 2 h 48 min 58 s                                           | Victoria Wilkinson                                        | 3 h 26 min 47 s                                           |
| 2017  | Murray Strain                                             | 2 h 49 min 38 s                                           | Victoria Wilkinson                                        | 3 h 9 min 19 s                                            |
| 2018  | Tom Owens                                                 | 2 h 49 min 8 s                                            | Victoria Wilkinson                                        | 3 h 22 min 17 s                                           |
| 2019  | Brennan Townshend                                         | 2 h 50 min 22 s                                           | Victoria Wilkinson                                        | 3 h 20 min 1 s                                            |
| 2020  | Course annulée en raison de la pandémie de Covid-19       | Course annulée en raison de la pandémie de Covid-19       | Course annulée en raison de la pandémie de Covid-19       | Course annulée en raison de la pandémie de Covid-19       |
| 2021  | Garry Greenhow                                            | 3 h 5 min 22 s                                            | Rose Mather                                               | 3 h 47 min 38 s                                           |
| 2022  | Brennan Townshend                                         | 2 h 55 min 34 s                                           | Sarah McCormack                                           | 3 h 23 min 21 s                                           |
| 2023  | Thomas Roach                                              | 2 h 53 min 28 s                                           | Catherine Taylor                                          | 3 h 34 min 44 s                                           |
| 2024  | Grant Cunliffe                                            | 3 h 8 min 50 s                                            | Holly Wootten                                             | 3 h 34 min 36 s                                           |
| 2025  | Ben Rothery                                               | 3 h 0 min 0 s                                             | Nichola Jackson                                           | 3 h 45 min 55 s                                           |

 Record de l'épreuve